# رووی (مونتانا)

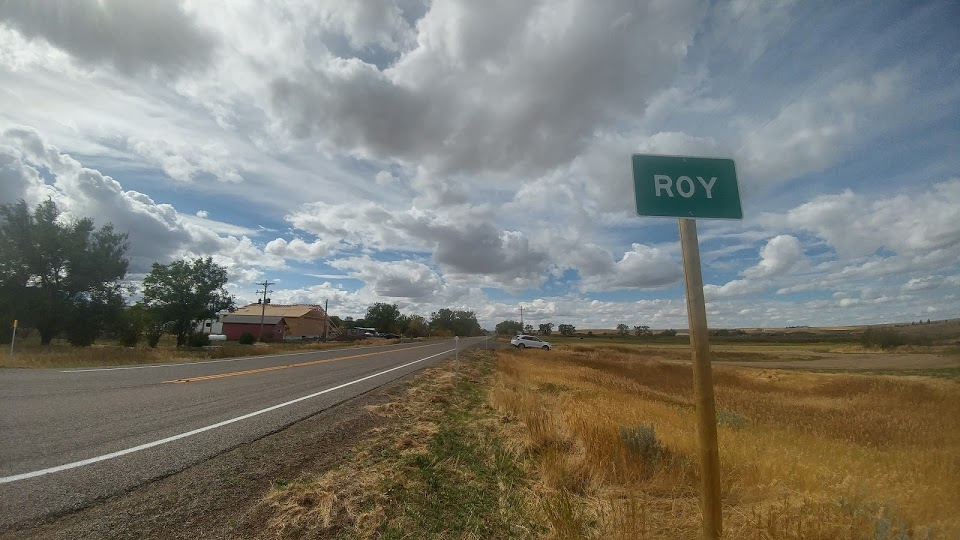
نمایی از ابتدای جادهٔ شهری «رووی» در ایالت مونتانا - ۲۰۱۷

رووی (به انگلیسی: Roy) شهری در ایالت مونتانا کشور ایالات متحده آمریکا است که جمعیت آن در سرشماری سال ۲۰۱۰ میلادی، ۱۰۸ نفر بوده‌است.